# Hege Stendahl
Hege Stendahl (nascida em 27 de abril de 1967) é uma ex-ciclista norueguesa. Nos Jogos Olímpicos de Verão de 1984 em Los Angeles, competiu representando a Noruega na prova de estrada (individual), terminando na 19ª posição.